# 渡辺小崋

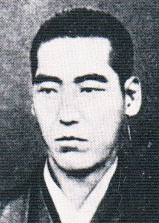
渡辺 小崋

渡辺 小崋（わたなべ しょうか、天保6年1月7日（1835年2月4日） - 明治20年（1887年）12月29日）は、幕末・明治期の三河国田原藩家老で、日本画家。渡辺崋山の次男。諱は諧（かのう）で、通称は舜治。小崋（後に小華）は雅号。

## 略歴
江戸麹町の田原藩邸で生まれる。父・崋山が蛮社の獄で国許・田原に蟄居した際には、小崋を含む家族も共に移り住んだ。7歳のときに崋山は自害した。
藩校成章館で学んだ後に、弘化4年（1847年）13歳の時、彼の将来を慮った父の門人福田半香の勧めで江戸に出てる。同じく崋山門下の椿椿山の弟子となり、その画塾琢華堂で絵画を学んだ。その頃の琢華堂では毎月門下生に無落款で提出させ、これを批評し最優秀作には賞を与えていたのだが、小崋の作品は優秀作になることはなく、毎回小崋より年は上だが入門は後の野口幽谷が賞を受けていた。小崋は自分の非才を悩み、内密に幽谷の粉本を貰い、これを模して提出すると門下中最低点を付けられてしまう。この後、椿山は小華を招き「汝は塾内では卓抜な腕前であるが、まだまだ親の崋山には及びもつかない。亡き崋山の画業を継承し、その名声を辱める不肖の子とならないように」と戒めたという逸話が残る。
嘉永4年（1851年）江戸田原藩邸で世子三宅康寧のお伽役として絵画の相手を命じられる。安政元年（1854年）椿山が亡くなると画家として独立し、安政3年（1856年）、田原藩側用人であった兄・渡辺立（一学）が25歳で急逝したため、家督を相続する。文久元年（1861年）に師・椿山の養女・須麿を妻に迎えた。元治元年（1864年）に田原藩家老に任命される。当時の藩主三宅康保の父友信はかつて崋山に当主に推された経緯があり、また筆頭家老村上範致は崋山の推挙を受けたことから、小崋は重んじられた。特に戊辰戦争に際しては老齢の村上に代わって対応するところが大きく、明治に入ると小崋が参事となり藩政の実務を執ることになった。
廃藩置県後に藩の残務整理を終えると、明治7年（1874年）豊橋に移り住んで画家として生計を立てる決意を固める。以後、上京するまでを小華が滞在した吉田神社の前庭「百花園」にちなんで百花園時代という。明治6年（1873年）ウィーン万国博覧会に「果疏図」「鶤鶏図」を出品、明治10年（1877年）第一回内国勧業博覧会において「烟草綿花ノ図」で花紋賞を受賞するなど、父・崋山の画才を受け継いだ彼の絵が次第に認められる。明治15年（1882年））には拠点を東京に移して、同年の第一回内国絵画共進会で「蓮郡虫」「鵞」を出品、銅賞を受けて一流の画家の仲間入りを果たした。明治17年7月に川辺御楯らと東洋絵画会を結成する。明治19年には野口幽谷らと明治宮殿の杉戸絵揮毫の栄誉に授かるが、持病のリューマチが酷く、一部を門人の山下青涯に代筆させたという（翌年完成）。明治20年（1887年）12月旅行した際、腸チフスに感染し、53歳で没す。法名は文雄院諧誉小華居士。城宝寺崋山墓所に葬られる。谷中霊園にも墓碑がある。
師・椿山譲りの花鳥画に優れ、地元の東三河や遠州の画家に大きな影響を与えた。

## 代表作
| 作品名                            | 技法     | 形状・員数 | 寸法（縦x横cm） | 所有者           | 年代                 | 落款・印章 | 備考                                                             |
| --------------------------------- | -------- | ---------- | --------------- | ---------------- | -------------------- | ---------- | ---------------------------------------------------------------- |
| 渉園九友図                        | 絹本著色 | 1幅        |                 | 豊橋市美術博物館 | 明治7年（1874年）    |            |                                                                  |
| 烟草草綿ノ図                      | 絹本著色 | 1幅        |                 | 田原市博物館     | 明治10年（1877年）頃 |            | 第一回内国勧業博覧会に出品した作品と同一かは不明だが、関連深い作 |
| 牡丹に孔雀図                      | 紙本著色 | 二曲一双   |                 | 西圓寺           | 明治12年（1879年）   |            |                                                                  |
| 鶏に蟷螂図                        | 絹本著色 | 1面        | 48.5x72.5       | 三の丸尚蔵館     | 明治17年（1884年）   |            | 元は外国賓客の宿泊所だった浜離宮内延遼館を飾る額絵の1つ。        |
| 雲中南天図 寒菊図 紫薇花図 朝顔図 | 板地着彩 | 各2面      |                 | 宮内庁           | 明治20年（1887年）   |            |                                                                  |

## 門弟一覧
- 渡辺華石
- 山下青厓
- 深井清華
- 小野掃石
- 鈴木梅巌
- 野沢白華
- 大河戸晩翠
- 小笠原暉山
- 大平小洲
- 鏑木華国
- 井上華陵
- 丸山華岳
- 村田小圃
- 稲田耕山
- 長尾清江
- 森田緑雲
- 植田衣洲
- 加藤玉壺
- 井村常山
- 浅野萱洲
- 杉田呑山
- 河辺南洋
- 関根痴堂
- 山本静巌
- 田村幹皐
- 田村細谷
- 大橋翠石
- 小山汪水
- 村松小洲